# بترا ديفيز
بترا ديفيز (بالإنجليزية: Petra Davies)‏ هي ممثلة بريطانية، ولدت في 24 يوليو 1930 في إلتام ‏ في المملكة المتحدة، وتوفيت في 22 مارس 2016 في Abbey Wood ‏ في المملكة المتحدة.

## وصلات خارجية
- بترا ديفيز على موقع IMDb (الإنجليزية)
- بترا ديفيز على موقع ميوزك برينز (الإنجليزية)
- بترا ديفيز على موقع قاعدة بيانات الفيلم (الإنجليزية)